# Barbara Rittner
Ne pas confondre avec Brie Rippner, également joueuse de tennis.
Pour les articles homonymes, voir Rittner.
Barbara Rittner (née le 25 avril 1973 à Krefeld) est une joueuse de tennis allemande, professionnelle d'août 1989 à 2005.
Comptant sans presque discontinuer parmi les cent meilleures mondiales de 1991 à 2002, elle a gagné cinq tournois WTA (deux en simple, trois en double).
Elle est capitaine de l'équipe allemande de Fed Cup depuis 2005.

## Palmarès

### Titres en simple dames
| No | Date       | Nom et lieu du tournoi              | Catégorie | Dotation  | Surface      | Finaliste       | Score    |          |
| -- | ---------- | ----------------------------------- | --------- | --------- | ------------ | --------------- | -------- | -------- |
| 1  | 24-08-1992 | OTB International Open, Schenectady | Tier V    | 100 000 $ | Dur (ext.)   | Brenda Schultz  | 7-6, 6-3 | Parcours |
| 2  | 13-05-2001 | TennisCup Vlaanderen, Anvers        | Tier V    | 110 000 $ | Terre (ext.) | Klára Koukalová | 6-3, 6-2 | Parcours |

### Finales en simple dames
| No | Date       | Nom et lieu du tournoi                 | Catégorie | Dotation  | Surface         | Vainqueure     | Score         |          |
| -- | ---------- | -------------------------------------- | --------- | --------- | --------------- | -------------- | ------------- | -------- |
| 1  | 23-09-1991 | St. Petersburg Open, Saint-Pétersbourg | Tier V    | 100 000 $ | Moquette (int.) | Larisa Neiland | 3-6, 6-3, 6-4 | Parcours |
| 2  | 26-07-1993 | San Marino Open, Saint-Marin           | Tier IV   | 100 000 $ | Terre (ext.)    | Marzia Grossi  | 3-6, 7-5, 6-1 | Parcours |
| 3  | 20-02-1995 | EA-Generali Ladies, Linz               | Tier III  | 161 250 $ | Moquette (int.) | Jana Novotná   | 6-7, 6-3, 6-4 | Parcours |

### Titres en double dames
| No | Date       | Nom et lieu du tournoi       | Catégorie | Dotation  | Surface         | Partenaire         | Finalistes                      | Score         |          |
| -- | ---------- | ---------------------------- | --------- | --------- | --------------- | ------------------ | ------------------------------- | ------------- | -------- |
| 1  | 03-02-1992 | Nokia Grand Prix Essen       | Tier II   | 350 000 $ | Moquette (int.) | Katerina Maleeva   | Sabine Appelmans Claudia Porwik | 7-5, 6-3      | Parcours |
| 2  | 09-04-2001 | Estoril Open Estoril         | Tier IV   | 140 000 $ | Terre (ext.)    | Květa Hrdličková   | Tina Križan Katarina Srebotnik  | 3-6, 7-5, 6-1 | Parcours |
| 3  | 18-02-2002 | Duty Free Women’s Open Dubaï | Tier II   | 585 000 $ | Dur (ext.)      | María Vento-Kabchi | Sandrine Testud Roberta Vinci   | 6-3, 6-2      | Parcours |

### Finales en double dames
| No | Date       | Nom et lieu du tournoi                  | Catégorie | Dotation  | Surface         | Vainqueures                        | Partenaire         | Score         |          |
| -- | ---------- | --------------------------------------- | --------- | --------- | --------------- | ---------------------------------- | ------------------ | ------------- | -------- |
| 1  | 04-05-1992 | Peugeot Italian Open Rome               | Tier I    | 550 000 $ | Terre (ext.)    | Monica Seles Helena Suková         | Katerina Maleeva   | 6-1, 6-2      | Parcours |
| 2  | 26-07-1993 | San Marino Open Saint-Marin             | Tier IV   | 100 000 $ | Terre (ext.)    | Sandra Cecchini Patricia Tarabini  | Florencia Labat    | 6-3, 6-2      | Parcours |
| 3  | 23-08-1993 | OTB International Schenectady           | Tier III  | 150 000 $ | Dur (ext.)      | Rachel McQuillan Claudia Porwik    | Florencia Labat    | 4-6, 6-4, 6-2 | Parcours |
| 4  | 15-07-1996 | Torneo Internationale Palerme           | Tier IV   | 107 500 $ | Terre (ext.)    | Janette Husárová Barbara Schett    | Florencia Labat    | 6-1, 6-2      | Parcours |
| 5  | 21-10-1996 | SEAT Open Luxembourg                    | Tier III  | 164 250 $ | Moquette (int.) | Kristie Boogert Nathalie Tauziat   | Dominique Monami   | 2-6, 6-4, 6-2 | Parcours |
| 6  | 06-01-1997 | ANZ Tasmanian International Hobart      | Tier IV   | 107 500 $ | Dur (ext.)      | Naoko Kijimuta Nana Miyagi         | Dominique Monami   | 6-3, 6-1      | Parcours |
| 7  | 01-05-2001 | Betty Barclay Cup Hambourg              | Tier II   | 565 000 $ | Terre (ext.)    | Cara Black Elena Likhovtseva       | Květa Hrdličková   | 6-2, 4-6, 6-2 | Parcours |
| 8  | 24-09-2001 | Sparkassen Cup International GP Leipzig | Tier II   | 565 000 $ | Moquette (int.) | Elena Likhovtseva Nathalie Tauziat | Květa Hrdličková   | 6-4, 6-2      | Parcours |
| 9  | 08-04-2002 | Estoril Open Estoril                    | Tier IV   | 140 000 $ | Terre (ext.)    | Elena Bovina Zsofia Gubacsi        | María Vento-Kabchi | 6-3, 6-1      | Parcours |
| 10 | 21-10-2002 | SEAT Open Luxembourg                    | Tier III  | 225 000 $ | Dur (int.)      | Kim Clijsters Janette Husárová     | Květa Hrdličková   | 4-6, 6-3, 7-5 | Parcours |

## Parcours en Grand Chelem

### En simple dames
| Année | Open d'Australie | Open d'Australie  | Internationaux de France | Internationaux de France | Wimbledon       | Wimbledon           | US Open         | US Open             |
| ----- | ---------------- | ----------------- | ------------------------ | ------------------------ | --------------- | ------------------- | --------------- | ------------------- |
| 1991  | 2e tour (1/32)   | Naoko Sawamatsu   | 1er tour (1/64)          | Helen Kelesi             | 1er tour (1/64) | Arantxa Sánchez     | 3e tour (1/16)  | Zina Garrison       |
| 1992  | 2e tour (1/32)   | M.J. Fernández    | 2e tour (1/32)           | Manuela Maleeva          | 3e tour (1/16)  | Martina Navrátilová | 1er tour (1/64) | Andrea Strnadová    |
| 1993  | 3e tour (1/16)   | Katerina Maleeva  | 3e tour (1/16)           | Gabriela Sabatini        | 2e tour (1/32)  | Lindsay Davenport   | 3e tour (1/16)  | Martina Navrátilová |
| 1994  | 3e tour (1/16)   | Steffi Graf       | 3e tour (1/16)           | Arantxa Sánchez          | 3e tour (1/16)  | Lindsay Davenport   | 3e tour (1/16)  | Leila Meskhi        |
| 1995  | 1er tour (1/64)  | Conchita Martínez | 1er tour (1/64)          | A. Serra Zanetti         | -               | -                   | 1er tour (1/64) | M.J. Gaidano        |
| 1996  | 2e tour (1/32)   | Arantxa Sánchez   | 4e tour (1/8)            | Arantxa Sánchez          | 1er tour (1/64) | Magdalena Maleeva   | 3e tour (1/16)  | Linda Wild          |
| 1997  | 1er tour (1/64)  | Martina Hingis    | 1er tour (1/64)          | Dominique Monami         | 2e tour (1/32)  | Anna Kournikova     | 1er tour (1/64) | Lilia Osterloh      |
| 1998  | 2e tour (1/32)   | Martina Hingis    | 3e tour (1/16)           | Anna Smashnova           | 2e tour (1/32)  | Irina Spîrlea       | 1er tour (1/64) | Joannette Kruger    |
| 1999  | -                | -                 | 2e tour (1/32)           | Květa Hrdličková         | 2e tour (1/32)  | Sandrine Testud     | 1er tour (1/64) | Monica Seles        |
| 2000  | 1er tour (1/64)  | Amélie Cocheteux  | 2e tour (1/32)           | Mary Pierce              | 1er tour (1/64) | Cătălina Cristea    | -               | -                   |
| 2001  | 4e tour (1/8)    | Anna Kournikova   | 2e tour (1/32)           | Zsofia Gubacsi           | 2e tour (1/32)  | Serena Williams     | 2e tour (1/32)  | Iva Majoli          |
| 2002  | 3e tour (1/16)   | Martina Hingis    | 2e tour (1/32)           | Monica Seles             | 2e tour (1/32)  | Silvia Farina       | 1er tour (1/64) | Tamarine Tanasugarn |
| 2003  | 1er tour (1/64)  | Evie Dominikovic  | 1er tour (1/64)          | Serena Williams          | 1er tour (1/64) | Els Callens         | 1er tour (1/64) | Julia Vakulenko     |
| 2004  | -                | -                 | 2e tour (1/32)           | Svetlana Kuznetsova      | -               | -                   | -               | -                   |

À droite du résultat, l’ultime adversaire.

### En double dames
| Année | Open d'Australie              | Open d'Australie           | Internationaux de France        | Internationaux de France    | Wimbledon                      | Wimbledon                   | US Open                      | US Open                    |
| ----- | ----------------------------- | -------------------------- | ------------------------------- | --------------------------- | ------------------------------ | --------------------------- | ---------------------------- | -------------------------- |
| 1991  | 1er tour (1/32) Anke Huber    | M. Bollegraf Lise Gregory  | -                               | -                           | -                              | -                           | -                            | -                          |
| 1992  | 2e tour (1/16) Meike Babel    | Patty Fendick G. Fernández | 3e tour (1/8) K. Maleeva        | Katrina Adams M. Bollegraf  | 3e tour (1/8) K. Maleeva       | A. Sánchez Helena Suková    | 1er tour (1/32) K. Maleeva   | Bettina Fulco V. Ruano     |
| 1993  | 1er tour (1/32) Leila Meskhi  | Patty Fendick J. Strnadová | 1er tour (1/32) Laura Garrone   | S. Cecchini P. Tarabini     | 1er tour (1/32) S. Appelmans   | R. McQuillan C. Porwik      | 2e tour (1/16) F. Labat      | Debbie Graham B. Schultz   |
| 1994  | 1er tour (1/32) K. Maleeva    | M. Bollegraf Debbie Graham | -                               | -                           | 2e tour (1/16) C. Singer       | K. Boogert N. Jagerman      | 1er tour (1/32) C. Singer    | Nancy Feber S. Testud      |
| 1995  | 1er tour (1/32) C. Schneider  | G. Sabatini B. Schultz     | -                               | -                           | -                              | -                           | -                            | -                          |
| 1996  | -                             | -                          | -                               | -                           | -                              | -                           | 2e tour (1/16) L. Montalvo   | Rita Grande E. Makarova    |
| 1997  | 3e tour (1/8) Anke Huber      | Nicole Arendt M. Bollegraf | 1er tour (1/32) D. Monami       | R. Dragomir Iva Majoli      | 2e tour (1/16) D. Monami       | Katrina Adams Lori McNeil   | 1er tour (1/32) D. Monami    | A. Dechaume S. Testud      |
| 1998  | 2e tour (1/16) Elena Wagner   | Yayuk Basuki Caroline Vis  | 2e tour (1/16) Patricia Hy      | C. Dhenin Émilie Loit       | 1er tour (1/32) J. Husárová    | M. Grzybowska T. Tanasugarn | 1er tour (1/32) Åsa Svensson | Meike Babel Mercedes Paz   |
| 1999  | -                             | -                          | 1er tour (1/32) Barabanschikova | Liezel Huber K. Srebotnik   | 2e tour (1/16) Barabanschikova | MJ Fernández Monica Seles   | 2e tour (1/16) K. Hrdličková | Lisa Raymond Rennae Stubbs |
| 2000  | 1er tour (1/32) K. Hrdličková | S. Jeyaseelan P. Schnyder  | 2e tour (1/16) K. Hrdličková    | C. Martínez P. Tarabini     | 2e tour (1/16) K. Hrdličková   | A. Kournikova N. Zvereva    | 2e tour (1/16) K. Hrdličková | Julie Halard Ai Sugiyama   |
| 2001  | 1er tour (1/32) P. Schnyder   | Amy Frazier K. Schlukebir  | 3e tour (1/8) K. Hrdličková     | Nicole Arendt Caroline Vis  | 3e tour (1/8) María Vento      | V. Ruano Paola Suárez       | 3e tour (1/8) K. Hrdličková  | J. Capriati M. Hingis      |
| 2002  | 2e tour (1/16) M. Müller      | V. Ruano Paola Suárez      | 2e tour (1/16) María Vento      | Maja Matevžič Dragana Zarić | 1er tour (1/32) María Vento    | K. Boogert M. Oremans       | 1er tour (1/32) Magüi Serna  | A. Cargill A. Harkleroad   |
| 2003  | 3e tour (1/8) María Vento     | L. Davenport Lisa Raymond  | 1er tour (1/32) Nicole Pratt    | Cara Black Likhovtseva      | 2e tour (1/16) Iva Majoli      | Petra Mandula P. Wartusch   | 1er tour (1/32) Nicole Pratt | B. Schett P. Schnyder      |
| 2004  | -                             | -                          | 1er tour (1/32) Květa Peschke   | Lisa McShea M. Sequera      | 1er tour (1/32) P. Wartusch    | Rita Grande F. Pennetta     | -                            | -                          |

Sous le résultat, la partenaire ; à droite, l’ultime équipe adverse.

### En double mixte
| Année | Open d'Australie | Open d'Australie | Internationaux de France   | Internationaux de France   | Wimbledon                    | Wimbledon                 | US Open | US Open |
| ----- | ---------------- | ---------------- | -------------------------- | -------------------------- | ---------------------------- | ------------------------- | ------- | ------- |
| 1997  | -                | -                | 3e tour (1/8) K. Braasch   | A. Kournikova Mark Knowles | 3e tour (1/8) K. Braasch     | M. Hingis J. de Jager     | -       | -       |
| 1998  | -                | -                | 1er tour (1/32) K. Braasch | L. Montalvo Mariano Hood   | -                            | -                         | -       | -       |
| 1999  | -                | -                | -                          | -                          | 1/4 de finale Martin Damm    | Likhovtseva Mark Knowles  | -       | -       |
| 2000  | -                | -                | -                          | -                          | 1er tour (1/32) J. Landsberg | S. Jeyaseelan Mike Bryan  | -       | -       |
| 2001  | -                | -                | -                          | -                          | 3e tour (1/8) K. Braasch     | Liezel Huber Mike Bryan   | -       | -       |
| 2002  | -                | -                | 1er tour (1/16) Petr Pála  | Cara Black Wayne Black     | 1er tour (1/32) K. Braasch   | Lisa Raymond Leander Paes | -       | -       |
| 2003  | -                | -                | -                          | -                          | 2e tour (1/16) Martin Damm   | Liezel Huber Leoš Friedl  | -       | -       |

Sous le résultat, le partenaire ; à droite, l’ultime équipe adverse.

## Parcours aux Jeux olympiques

### En simple dames
| # | Date       | Nom de l'olympiade      | Surface      | Résultat      | Ultime adversaire | Score         |          |
| - | ---------- | ----------------------- | ------------ | ------------- | ----------------- | ------------- | -------- |
| 1 | 28/07/1992 | Olympic Games Barcelone | Terre (ext.) | 3e tour (1/8) | Arantxa Sánchez   | 4-6, 6-3, 6-1 | Parcours |

## Parcours en Coupe de la Fédération
| #                                                                              | Date       | Lieu                | Surface                            | Gagnante(s)                         | Perdante(s)                         | Score          |          |
|                                                                                |            |                     |                                    |                                     |                                     |                |          |
| 1991 - 1er tour (groupe mondial) - Allemagne - Grèce - 3 : 0                   |            |                     |                                    |                                     |                                     |                |          |
| 1                                                                              | 23/07/1991 | Nottingham          |                                    | Steffi Graf Barbara Rittner         | A. Kanellopoúlou Christína Papadáki | 6-3, 6-0       | Parcours |
|                                                                                |            |                     |                                    |                                     |                                     |                |          |
| 1991 - 2e tour (groupe mondial) - Allemagne - Canada - 2 : 1                   |            |                     |                                    |                                     |                                     |                |          |
| 2                                                                              | 24/07/1991 | Nottingham          |                                    | Jill Hetherington Patricia Hy       | Anke Huber Barbara Rittner          | 5-7, 6-1, 6-2  | Parcours |
|                                                                                |            |                     |                                    |                                     |                                     |                |          |
| 1991 - 1/4 de finale (groupe mondial) - Allemagne - Italie - 2 : 1             |            |                     |                                    |                                     |                                     |                |          |
| 3                                                                              | 26/07/1991 | Nottingham          |                                    | Barbara Rittner                     | Raffaella Reggi                     | 6-3, 1-6, 6-3  | Parcours |
| 3                                                                              | 26/07/1991 | Nottingham          | Federica Bonsignori Linda Ferrando | Anke Huber Barbara Rittner          | 1-0, ab.                            |                | Parcours |
|                                                                                |            |                     |                                    |                                     |                                     |                |          |
| 1991 - 1/2 finale (groupe mondial) - Espagne - Allemagne - 3 : 0               |            |                     |                                    |                                     |                                     |                |          |
| 4                                                                              | 27/07/1991 | Nottingham          |                                    | Conchita Martínez                   | Barbara Rittner                     | 6-4, 6-1       | Parcours |
| 4                                                                              | 27/07/1991 | Nottingham          | Conchita Martínez Arantxa Sánchez  | Anke Huber Barbara Rittner          | 6-1, 6-1                            |                | Parcours |
|                                                                                |            |                     |                                    |                                     |                                     |                |          |
| 1992 - 1er tour (groupe mondial) - Allemagne - Nouvelle-Zélande - 3 : 0        |            |                     |                                    |                                     |                                     |                |          |
| 5                                                                              | 13/07/1992 | Francfort           | Terre (ext.)                       | Sabine Hack Barbara Rittner         | Julie Richardson Amanda Trail       | 5-7, 6-3, 6-2  | Parcours |
|                                                                                |            |                     |                                    |                                     |                                     |                |          |
| 1992 - 2e tour (groupe mondial) - Allemagne - Pays-Bas - 2 : 1                 |            |                     |                                    |                                     |                                     |                |          |
| 6                                                                              | 15/07/1992 | Francfort           | Terre (ext.)                       | Nicole Jagerman Miriam Oremans      | Sabine Hack Barbara Rittner         | 2-6, 7-5, 6-4  | Parcours |
|                                                                                |            |                     |                                    |                                     |                                     |                |          |
| 1992 - 1/2 finale (groupe mondial) - Allemagne - États-Unis - 2 : 1            |            |                     |                                    |                                     |                                     |                |          |
| 7                                                                              | 18/07/1992 | Francfort           | Terre (ext.)                       | Debbie Graham Pam Shriver           | Sabine Hack Barbara Rittner         | 6-2, 6-2       | Parcours |
|                                                                                |            |                     |                                    |                                     |                                     |                |          |
| 1992 - Finale (groupe mondial) - Allemagne - Espagne - 2 : 1                   |            |                     |                                    |                                     |                                     |                |          |
| 8                                                                              | 13/07/1992 | Francfort           | Terre (ext.)                       | Conchita Martínez Arantxa Sánchez   | Anke Huber Barbara Rittner          | 6-1, 6-2       | Parcours |
|                                                                                |            |                     |                                    |                                     |                                     |                |          |
| 1993 - 1er tour (groupe mondial) - Allemagne - Australie - 1 : 2               |            |                     |                                    |                                     |                                     |                |          |
| 9                                                                              | 20/07/1993 | Francfort           | Terre (ext.)                       | Elizabeth Smylie Rennae Stubbs      | Anke Huber Barbara Rittner          | 5-7, 6-4, 6-3  | Parcours |
|                                                                                |            |                     |                                    |                                     |                                     |                |          |
| 1993 - Barrage (groupe mondial I) - Allemagne - Autriche - 2 : 1               |            |                     |                                    |                                     |                                     |                |          |
| 10                                                                             | 21/07/1993 | Francfort           | Terre (ext.)                       | Barbara Rittner                     | Barbara Schett                      | 6-2, 4-6, 8-6  | Parcours |
| 10                                                                             | 21/07/1993 | Francfort           | Terre (ext.)                       | Sandra Dopfer Petra Ritter          | Sabine Hack Barbara Rittner         | Forfait        | Parcours |
|                                                                                |            |                     |                                    |                                     |                                     |                |          |
| 1994 - 1er tour (groupe mondial) - Allemagne - Colombie - 3 : 0                |            |                     |                                    |                                     |                                     |                |          |
| 11                                                                             | 18/07/1994 | Francfort           | Terre (ext.)                       | Barbara Rittner Christina Singer    | Giana Gutierrez Fabiola Zuluaga     | 6-0, 6-2       | Parcours |
|                                                                                |            |                     |                                    |                                     |                                     |                |          |
| 1994 - 2e tour (groupe mondial) - Allemagne - Slovaquie - 2 : 1                |            |                     |                                    |                                     |                                     |                |          |
| 12                                                                             | 20/07/1994 | Francfort           | Terre (ext.)                       | Karina Habšudová Janette Husárová   | Barbara Rittner Christina Singer    | 6-4, 6-3       | Parcours |
|                                                                                |            |                     |                                    |                                     |                                     |                |          |
| 1994 - 1/4 de finale (groupe mondial) - Allemagne - Afrique du Sud - 3 : 0     |            |                     |                                    |                                     |                                     |                |          |
| 13                                                                             | 22/07/1994 | Francfort           | Terre (ext.)                       | Barbara Rittner Christina Singer    | Mariaan de Swardt Tessa Price       | 7-5, 6-4       | Parcours |
|                                                                                |            |                     |                                    |                                     |                                     |                |          |
| 1994 - 1/2 finale (groupe mondial) - Allemagne - Espagne - 1 : 2               |            |                     |                                    |                                     |                                     |                |          |
| 14                                                                             | 23/07/1994 | Francfort           | Terre (ext.)                       | Conchita Martínez Arantxa Sánchez   | Barbara Rittner Christina Singer    | 7-5, 6-1       | Parcours |
|                                                                                |            |                     |                                    |                                     |                                     |                |          |
| 1995 - 1/4 de finale (groupe mondial) - Allemagne - Japon - 4 : 1              |            |                     |                                    |                                     |                                     |                |          |
| 15                                                                             | 22/04/1995 | Fribourg-en-Brisgau | Terre (ext.)                       | Kimiko Date Ai Sugiyama             | Meike Babel Barbara Rittner         | 6-2, 6-1       | Parcours |
|                                                                                |            |                     |                                    |                                     |                                     |                |          |
| 1997 - 1/4 de finale (groupe mondial) - Allemagne - République tchèque - 2 : 3 |            |                     |                                    |                                     |                                     |                |          |
| 16                                                                             | 01/03/1997 | Mannheim            | Dur (int.)                         | Adriana Gerši                       | Barbara Rittner                     | 6-4, 6-2       | Parcours |
| 16                                                                             | 01/03/1997 | Mannheim            | Dur (int.)                         | Ludmila Richterová                  | Barbara Rittner                     | 6-1, 6-4       | Parcours |
| 16                                                                             | 01/03/1997 | Mannheim            | Dur (int.)                         | Barbara Rittner Elena Wagner        | Eva Martincová Ludmila Richterová   | 7-63, 6-2      | Parcours |
|                                                                                |            |                     |                                    |                                     |                                     |                |          |
| 2000 - Round robin (groupe mondial) - Croatie - Allemagne - 1 : 2              |            |                     |                                    |                                     |                                     |                |          |
| 17                                                                             | 27/04/2000 | Bari                | Terre (ext.)                       | Anke Huber Barbara Rittner          | Jelena Kostanić Silvija Talaja      | 6-4, 6-1       | Parcours |
|                                                                                |            |                     |                                    |                                     |                                     |                |          |
| 2000 - Round robin (groupe mondial) - Espagne - Allemagne - 2 : 1              |            |                     |                                    |                                     |                                     |                |          |
| 18                                                                             | 29/04/2000 | Bari                | Terre (ext.)                       | Conchita Martínez Arantxa Sánchez   | Anke Huber Barbara Rittner          | 6-2, 6-3       | Parcours |
|                                                                                |            |                     |                                    |                                     |                                     |                |          |
| 2000 - Round robin (groupe mondial) - Italie - Allemagne - 1 : 2               |            |                     |                                    |                                     |                                     |                |          |
| 19                                                                             | 30/04/2000 | Bari                | Terre (ext.)                       | Anke Huber Barbara Rittner          | Silvia Farina Rita Grande           | 6-3, 7-5       | Parcours |
|                                                                                |            |                     |                                    |                                     |                                     |                |          |
| 2001 - 1/4 de finale (groupe mondial) - Allemagne - Argentine - 1 : 4          |            |                     |                                    |                                     |                                     |                |          |
| 20                                                                             | 21/07/2001 | Hambourg            | Terre (ext.)                       | Paola Suárez                        | Barbara Rittner                     | 3-6, 6-3, 6-2  | Parcours |
| 20                                                                             | 21/07/2001 | Hambourg            | Terre (ext.)                       | María Emilia Salerni                | Barbara Rittner                     | 6-2, 6-77, 6-2 | Parcours |
|                                                                                |            |                     |                                    |                                     |                                     |                |          |
| 2001 - Round robin (groupe mondial) - Belgique - Allemagne - 3 : 0             |            |                     |                                    |                                     |                                     |                |          |
| 21                                                                             | 07/11/2001 | Madrid              | Terre (int.)                       | Els Callens Laurence Courtois       | Bianka Lamade Barbara Rittner       | 6-4, 6-75, 6-1 | Parcours |
|                                                                                |            |                     |                                    |                                     |                                     |                |          |
| 2001 - Round robin (groupe mondial) - Australie - Allemagne - 0 : 3            |            |                     |                                    |                                     |                                     |                |          |
| 22                                                                             | 08/11/2001 | Madrid              | Terre (int.)                       | Barbara Rittner                     | Nicole Pratt                        | 4-6, 6-3, 7-5  | Parcours |
|                                                                                |            |                     |                                    |                                     |                                     |                |          |
| 2001 - Round robin (groupe mondial) - Espagne - Allemagne - 2 : 1              |            |                     |                                    |                                     |                                     |                |          |
| 23                                                                             | 09/11/2001 | Madrid              | Terre (int.)                       | Arantxa Sánchez                     | Barbara Rittner                     | 7-5, 6-3       | Parcours |
|                                                                                |            |                     |                                    |                                     |                                     |                |          |
| 2002 - 1er tour (groupe mondial) - Allemagne - Russie - 3 : 2                  |            |                     |                                    |                                     |                                     |                |          |
| 24                                                                             | 27/04/2002 | Dresde              | Terre (ext.)                       | Barbara Rittner                     | Anastasia Myskina                   | 7-5, 3-6, 7-5  | Parcours |
| 24                                                                             | 27/04/2002 | Dresde              | Terre (ext.)                       | Barbara Rittner                     | Elena Dementieva                    | 6-3, 6-1       | Parcours |
| 24                                                                             | 27/04/2002 | Dresde              | Terre (ext.)                       | Barbara Rittner Marlene Weingärtner | Elena Dementieva Elena Likhovtseva  | 7-61, 6-2      | Parcours |
|                                                                                |            |                     |                                    |                                     |                                     |                |          |
| 2002 - 1/4 de finale (groupe mondial) - Espagne - Allemagne - 5 : 0            |            |                     |                                    |                                     |                                     |                |          |
| 25                                                                             | 20/07/2002 | Majorque            | Terre (ext.)                       | Arantxa Sánchez                     | Barbara Rittner                     | 4-6, 7-64, 6-3 | Parcours |
| 25                                                                             | 20/07/2002 | Majorque            | Terre (ext.)                       | Virginia Ruano Magüi Serna          | Bianka Lamade Barbara Rittner       | 6-3, 6-3       | Parcours |
|                                                                                |            |                     |                                    |                                     |                                     |                |          |
| 2003 - 1er tour (groupe mondial) - Allemagne - Slovaquie - 2 : 3               |            |                     |                                    |                                     |                                     |                |          |
| 26                                                                             | 26/04/2003 | Ettenheim           | Terre (ext.)                       | Martina Müller Barbara Rittner      | Eva Fislová Ľubomíra Kurhajcová     | 7-5, 7-64      | Parcours |
|                                                                                |            |                     |                                    |                                     |                                     |                |          |
| 2003 - Barrage (groupe mondial I) - Indonésie - Allemagne - 2 : 3              |            |                     |                                    |                                     |                                     |                |          |
| 27                                                                             | 19/07/2003 | Jakarta             | Dur (ext.)                         | Barbara Rittner                     | Angelique Widjaja                   | 6-4, 6-1       | Parcours |
| 27                                                                             | 19/07/2003 | Jakarta             | Dur (ext.)                         | Barbara Rittner                     | Wynne Prakusya                      | 6-4, 2-6, 6-3  | Parcours |
|                                                                                |            |                     |                                    |                                     |                                     |                |          |
| 2004 - 1er tour (groupe mondial) - France - Allemagne - 5 : 0                  |            |                     |                                    |                                     |                                     |                |          |
| 28                                                                             | 24/04/2004 | Amiens              | Terre (int.)                       | Amélie Mauresmo                     | Barbara Rittner                     | 6-1, 6-2       | Parcours |
|                                                                                |            |                     |                                    |                                     |                                     |                |          |
| 2004 - Barrage (groupe mondial I) - Ukraine - Allemagne - 2 : 3                |            |                     |                                    |                                     |                                     |                |          |
| 29                                                                             | 10/07/2004 | Illitchivsk         | Terre (ext.)                       | Barbara Rittner                     | Tatiana Perebiynis                  | 5-7, 6-2, 6-4  | Parcours |
| 29                                                                             | 10/07/2004 | Illitchivsk         | Terre (ext.)                       | Barbara Rittner                     | Yuliana Fedak                       | 6-3, 4-6, 6-4  | Parcours |
| 29                                                                             | 10/07/2004 | Illitchivsk         | Terre (ext.)                       | Barbara Rittner Jasmin Wöhr         | Yuliana Fedak Tatiana Perebiynis    | 3-6, 6-4, 6-3  | Parcours |

## Classements WTA en fin de saison

### En simple
| Année | 1989 | 1990 | 1991 | 1992 | 1993 | 1994 | 1995 | 1996 | 1997 | 1998 | 1999 | 2000 | 2001 | 2002 | 2003 | 2004 |
| Rang  | 349  | 110  | 43   | 29   | 34   | 40   | 52   | 47   | 71   | 66   | 59   | 101  | 68   | 66   | 118  | 233  |

Source : (en) « Classements de Barbara Rittner », sur le site officiel du WTA Tour

### En double
| Année | 1989 | 1990 | 1991 | 1992 | 1993 | 1994 | 1995 | 1996 | 1997 | 1998 | 1999 | 2000 | 2001 | 2002 | 2003 | 2004 |
| Rang  | 422  | 246  | 179  | 42   | 55   | 154  | 212  | 72   | 72   | 100  | 49   | 134  | 24   | 62   | 69   | 195  |

Source : (en) « Classements de Barbara Rittner », sur le site officiel du WTA Tour